# Ludwig Auspitz
Ludwig Auspitz (20. März 1859 in Leipzig – 1917 in Reichenhall) war ein deutscher Theaterschauspieler und Opernsänger (Bariton).

## Leben
Auspitz, Sohn eines Kaufmanns, trat 1878, nachdem er zuerst in einem Bankhaus angestellt war, am Theater in der Josefstadt in der Episode des „Pfarrers“ in Madonna des Juden zum ersten Mal öffentlich auf. Dann kam er ans Carolatheater in Leipzig, Ischl, Karlsbad, Reichenberg und Graz, wo er als „Dawison“ in Maria Stuart debütierte und bis 1888 verblieb, um im selben Jahr einem Ruf an das Hamburger Stadttheater Folge zu leisten (Antrittsrolle: „Bote“ im Ödipus). Auch in der Oper stellte er seinen Mann. 1915 spielte er in Hamburg.